# Захисник у кримінальному процесі
Захисник у кримінальному процесі — це адвокат, що здійснює захист підозрюваного (обвинуваченого), засудженого, виправданого, особи, стосовно якої передбачається застосування примусових заходів медичного чи виховного характеру або вирішувалося питання про їх застосування, а також особи, стосовно якої передбачається розгляд питання про видачу іноземній державі (екстрадицію).
Захисник користується процесуальними правами особи, яку він захищає, крім окремо встановлених випадків.
Одночасно брати участь у судовому розгляді можуть не більше п'яти захисників одного обвинуваченого.
Захисник має право брати участь у проведенні допиту, та/або інших процесуальних діях, що проводяться за участю підозрюваного, обвинуваченого, до́ першого допиту підозрюваного мати з ним конфіденційне побачення без дозволу слідчого, прокурора, суду, а після першого допиту — такі ж побачення без обмеження кількості та тривалості. Такі зустрічі можуть відбуватися під візуальним контролем уповноваженої службової особи, але в умовах, що виключають можливість прослуховування чи підслуховування.
Органи державної влади та органи місцевого самоврядування, їх службові особи зобов'язані виконувати законні вимоги захисника.
Повноваження захисника на участь у кримінальному провадженні підтверджуються:
1. свідоцтвом про право на заняття адвокатською діяльністю;
2. ордером, договором із захисником або дорученням органу (установи), уповноваженого законом на надання безоплатної правової допомоги.

Підозрюваний, обвинувачений має право відмовитися від захисника або замінити його.
Кримінальним процесуальним кодексом України також встановлюються права та обов'язки захисника, правила його залучення до процесу, випадки, коли його участь є обов'язковою, гарантії його діяльності тощо.
Поняття «захисник» відмежовується від поняття «законний представник». Останнім можуть бути батьки (усиновлювачі), а в разі їх відсутності — опікуни чи піклувальники особи, інші повнолітні близькі родичі чи члени сім'ї, а також представники органів опіки і піклування, установ і організацій, під опікою чи піклуванням яких перебуває неповнолітній, недієздатний чи обмежено дієздатний.